# NGC 7759
NGC 7759 è una galassia lenticolare situata in direzione della costellazione dell'Aquario alla distanza di circa 307 milioni di anni luce dalla Terra. Fu scoperta dall'astronomo americano Lewis A. Swift.
Nelle immagini è associata alla galassia a spirale NGC 7759A con la quale non è in interazione.